# (2169) Taiwan
(2169) Taiwan és un asteroide pertanyent al cinturó d'asteroides, descobert el 9 de novembre de 1964 per l'equip de l'Observatori de la Muntanya Porpra des de l'Observatori de la Muntanya Porpra, Nanquín, (Xina).
Designat provisionalment com 1964 VP1. Va rebre el nom de Taiwan en homenatge a la Illa de Taiwan. Forma part de la família Astrid d'asteroides.